# 17496 Augustinus
17496 Augustinus è un asteroide della fascia principale. Scoperto nel 1992, presenta un'orbita caratterizzata da un semiasse maggiore pari a 2,3138862 UA e da un'eccentricità di 0,1724119, inclinata di 7,13370° rispetto all'eclittica.
Èdedicato a sant'Agostino d'Ippona, padre della chiesa.